# Бездимен барут
Бездимният барут е почти изцяло базиран върху нитроцелулозата. За производството му се използва главно пироксилин (тринитроцелулоза) и в по-малка степен колоксилин (динитроцелулоза). Към нитроцелулозата се прибавят разтворители. Често в състава на барута влиза и 8 процента нитроглицерин. Добавят се и други вещества – окислители, флегматизатори, катализатори и подобрители.
Характерното разпадане на бездимните барути е взривно горене, но при определени условия те детонират с висока скорост.
В днешно време бездимен барут се използва във всички огнестрелни оръжия. Бездимните барути имат различен цвят в зависимост от състава си и различна форма в зависимост от предназначението. Обикновено са във вид на люспи, топчета, пръчици.
Запален на открито бездимният барут изгаря с голям жълт пламък.

## Видове

### Пироксилинови барути
- Франция:
  - Бездимен пироксилинов барут – марка ВР. Използва се за патроните на пушката Лебел. Съдържа 12 % азот. По форма представлява квадратни пластинки 1,5 – 2 мм. с дебелина 0,5 мм. В един килограм има около 500 зърна. При 15 гр. С и заряд от 2,75 гр., облеченият лебелски куршум има начална скорост V0 = 610 м/сек.
  - Бездимен пироксилинов барут – марка ВС. Създаден е през 1888 г. от инженер Сару. Използва се в артилерийските системи с по-малки калибри. Представлява ленти с дължина 85 мм.широчина 20 мм и дебелина 0,6 мм. В сравнение с димния барут, с 2,5 пъти по-малко заряд, дава същата начална скорост, при много по-малко налягане в барутната камера.
  - Бездимен пироксилинов барут – марка BPS. Използва се при големите калибри на артилерията, обсадните и крепостни оръдия. Представлява ленти с дължина 135 мм., дебелина 1 мм и различна ширина. При два пъти по-малко количество от черния барут, дава по-големи начални скорости.
  - Бездимен пироксилинов барут – марка ВМ. Използва се в корабната артилерия, тъй като е устойчив на влага продължително време.

- Германия
  - Бездимен пироксилино-нитроглицеринов барут на Нобел. Изпитан е в заводите „Круп“ и през 1889 г. е приет за производство и въоръжение.
  - Бездимен пироксилинов барут, произвеждан по френски способ в оръжейните заводи в провинция Рейн-Вестфалия. Използва се за пълнене на патроните на пушките „Манлихер“. Представлява сиви квадратни пластинки, 1,5 – 2 мм, с дебелина 0,3 мм е с 11,9% съдържание на азот.

- Австро-Унгария
  - Бездимен пироксилинов барут на Швабе. С времето се променя технологията на производство. Първоначално е произвеждан на квадратни пластинки, по-късно до 1890 г. се прави във вид на цилиндрични зърна, а след тази година в зърна с неправилна форма, по подобие на черните барути.
  - Бездимен нитроглицеринов барут, произвеждан от Презбургския барутен завод през 1891 г. Тъй като не дал добри резултати, е заменен с пироксилинов барут с 11,8% съдържание на азот. Представлява кръгли пластинки с диаметър 2 мм и дебелина 0,4 мм. С този барут началната скорост V 0 на пушка Манлихер, с облечен куршум тип „О“, тежък 15,8 гр. и заряд от 2,75 гр. бил около 600 м/сек.
  - Бездимен пироксилинов барут на фирмата „Максим-Норденфелд“. Представлява дълги цилиндрични пръчки с вътрешен канал, подобно на макароните.

- Русия
  - Бездимен пироксилинов барут – марка ПКО. Използва се в различните системи полеви оръдия. Представлява широки ленти.
  - Бездимен пироксилинов барут – марка КО. Използва се при стрелба на обсадни и крепостни оръдия и голямокалибрени гаубици.
  - Бездимен пироксилинов барут – марка Б-12. Използва са в оръдията са калибър -12 дюйма.
  - Бездимен пироксилинов барут – „Пироколодий“, създаден специално за артилерийските морски системи да издържа на продължителна влага.

- Япония
- Бездимен пироксилинов барут – шимоза. Съдържа добавки от магнезий. Използва се масово в японската артилерия от всички калибри.

### Нитроглицеринови барути
- Италия
  - Бездимен нитроглицеринов барут – марка „Нобел“, патентован и произвеждаан в много държави. В Италия, след сериозни и задълбочени изследвания е поръчано голямо количество за въоръжаване с търговското име „балистит“

- Австрия
  - Бездимен нитроглицеринов барут. В 1903 г. е приет за производство и употреба. Използва се в 9 см. полеви оръдия. Представлява смес от равни количества нитроглицерин и неразтворим пироксилин.

- Германия
  - Бездимен „оръжеен барут на Нобел“. Произвежда се в Кьолнско-Ротвайлските заводи. Използва се предимно за лекото стрелково въоръжение

- Русия
  - Бездимен нитроглицеринов барут, приет за употреба в леките, полеви оръдия.

- Англия
  - Бездимен барут „кордит“ Произвежда се в два вида – за лекото стрелково оръжие и за артилерийските системи.
  - Бездимен нитроглицеринов „барут на Максим“. Ползва се в снарядяването на боеприпаси за тежките картечници. Произвежда се с намалено съдържание на нитроглицерин – 5 – 15 %.
  - Бездимен барут „шедит“. Използва се в артилерийските системи на морските оръдия в междувоенния период. С такива заряди е бил въоръжен крайцера „Худ“ в сражението с „Бисмарк“. Съдържа: 80 % калиев хлорат, 10 % нитронафталин, 2 % динитротолуол, 8 % рициново масло.

- САЩ
  - Бездимен нитроглицеринов барут с намалено съдържание на азота – до 10 – 12 %. Подобен на максимовия барут.

Нитроглицериновите барути показали качества, които ги наложили на световния пазар, но те имали и някои слабости:
- при ниски температури, замръзвали и променяли свойствата си, като бързо ставали негодни аз употреба,
- при интензивна стрелба, каналите на оръдията, особено на големокалибрените системи, поради отделянето на висока температура, бързо изгаряли и се износвали.

При изгарянето на 1 кг. кордит се отделя около 1250 кило-калории топлина, а при изгарянето на същото количество пироксилин – около 850 кило-калории. Самото горене се осъществява при висока температура от около 7 – 800 градуса и при т. нар. "паралелни слоеве”. Поема по-малко влага и детонира по-малко, което го прави пригоден за всички оръжейни системи и калибри.
Открити към края на 19 в., бездимните барути бързо се налагат и с безспорните си предимства, категорично изместват черния барут от оръжейните системи. Опита в използването на различните видове бездимни барути, се увеличава по време на Първата световна война. Тогава всички участници, в реални бойни условия, през всички сезони, за няколко години, употребяват всички модерни и силни бездимни барути в своите армии. Опитите да се намери най-подходящ барут за производството на боеприпаси продължава. Различните фирми производителки, използват различни по вид барути, съобразно желаните качества на боеприпаса, вида на оръжието и неговия калибър. Постигнатите динамични параметри, при различните барути, позволяват да се пускат на пазара боеприпаси със специални и подобрени качества, които дават широки и специализирани възможности за употреба и гарантират безотказност и сигурност.